# Admiráveis Conselheiras
Desencontro de Gerações é um  programa de entrevistas brasileiro, produzido pelo GNT em parceria com o Cine Group, apresentado por Astrid Fontenelle. Com direção de Patricia Rubano estreou em 27 de setembro de 2024 no Globoplay e no canal pago.

## Formato
O programa destaca como mulheres acima dos 60 anos podem ser ativas, corajosas e receptivas a novas experiências em qualquer fase da vida. Com uma abordagem direta, Astrid aborda temas contemporâneos e relevantes nas discussões atuais. Ela viajou para encontrar cada convidada em locais que são significativos para suas histórias, resultando em uma variedade de cenários, desde palcos de teatro até templos budistas. Personalidades renomadas da mídia, esportes, negócios e direito compartilham suas perspectivas sobre a vida.

## 1º Temporada (2024)
| Episódio | Entrevistada     | Exibição Original      |
| -------- | ---------------- | ---------------------- |
| 1        | Marília Gabriela | 27 de setembro de 2024 |
| 2        | Zezé Motta       | 4 de outubro de 2024   |
| 3        | Coen Rōshi       | 11 de outubro de 2024  |
| 4        | Luislinda Valois | 18 de outubro de 2024  |